# Görög Sándor (kémikus)
Görög Sándor (Szombathely, 1933. december 27. – Budapest, 2025. június 18.) Széchenyi-díjas magyar kémikus, gyógyszerkutató, a Magyar Tudományos Akadémia rendes tagja. Az analitikai kémia és a gyógyszerkémia neves kutatója. 1992 és 1999 között a Richter Gedeon Rt. Kutatási Analitikai Központ vezetője.

## Életpályája
A kőszegi bencés, a szombathelyi premontrei, a szombathelyi Nagy Lajos, majd a kőszegi Jurisich Miklós Gimnáziumban végezte középiskolai tanulmányait, utóbbi helyen érettségizett 1952-ben. Ezt követően beiratkozott a Szegedi Tudományegyetem Természettudományi Karára, ahol 1957-ben szerzett vegyész diplomát. 1959-ben védte meg egyetemi doktori disszertációját. Diplomájának megszerzése után a Szegedi Tudományegyetem szervetlen és analitikai kémiai tanszékének gyakornoka volt, majd 1959-ben átkerült a Kőbányai Gyógyszerárugyárba (ma: Richter Gedeon Nyrt.). Eleinte rutinanalitikai munkálatokat végzett, majd átkerült a szerves kutatásokat támogató analitikai kutatóegységbe. 1976-ban a gyár Alkalmazott Fizikai-Kémiai Kutatólaboratóriumának vezetője és 1986-ban a Szerves Kémiai Kutatási Főosztály vezetője lett. 1992-ben a Kutatási Analitikai Központ vezetőjévé nevezték ki. 1999-ben nyugdíjba vonult és tudományos tanácsadói megbízást kapott. Gyári munkája mellett analitikai kémiát oktat az Eötvös Loránd Tudományegyetemen és a Semmelweis Egyetemen. 1974-ben a Semmelweis Orvostudományi Egyetem címzetes egyetemi tanárává avatta.
1968-ban védte meg a kémiai tudományok kandidátusi, 1973-ban akadémiai doktori értekezését. 1987-ben megválasztották a Magyar Tudományos Akadémia levelező, 1995-ben pedig rendes tagjává. 1989 és 1996 között a Kémiai Tudományok Osztályának elnökhelyettese, 1999 és 2005 között elnöke volt (ilyen minőségében az MTA elnökségének tagja is volt). Ezenkívül 1986 és 1990 között a szerves- és gyógyszeranalitikai munkabizottság elnöke volt. Akadémiai tisztségei mellett 1975 és 1990 között a Magyar Kémikusok Egyesülete analitikai szakosztályának elnökhelyettese, 1990 és 1995 között annak elnöke volt. Emellett 1976 és 1983 között a Magyar Gyógyszerészeti Társaság analitikai szakosztályának, 1995 és 2002 között a Társaság tudományos bizottságának elnöke, 1992 és 1996 között pedig a Társaság alelnöke volt. 1995 és 2002 között a társaság tudományos bizottságának elnöke is volt. 1987 és 2000 között többek között az Acta Pharmaceutica Hungarica című szakfolyóirat főszerkesztője és a Magyar Kémiai Folyóirat szerkesztőbizottságának tagja volt. Ezenkívül a Journal of Pharmaceutical and Biomedical Analysis és a Trends in Analytical Chemistry szerkesztője volt.

## Munkássága
Kutatási területei: az analitikai kémia, a gyógyszerek (elsősorban a szteroidok) kémiája és analitikája.
Nevéhez fűződik a spektrofotometriás gyógyszeranalízis kiterjesztése egyes szelektív kémiai reakciók és differencia-spektrofotometriás módszerek magyarországi bevezetésével. Együttesen alkalmazza a kromatográfia (egy keverék-szétválasztási módszer, ezen belül a gázkromatográfiás, a nagy teljesítményű folyadékkromatográfiás és a vékonyréteg-kromatográfiás eljárásokat) és az elektroforézis módszereit spektroszkópiás technikákkal. Az elektroforézis területén az úgynevezett kapilláris elektroforézis módszerét (CE), a spektroszkópia esetében az ultraibolya- (UV) és az infravörös spektroszkópia (IR), a tömegspektrometria (MS), valamint a mágneses magrezonancia-spektroszkópia (NMR) módszereit használja. E technikák különböző gyógyszerek szennyezésprofiljának meghatározását segítik elő, e területen születtek Görög legfontosabb eredményei. Munkáit magyar és angol nyelven adja közre, korábban német nyelven is publikált.

## Díjai, elismerései
- Schulek Elemér-emlékérem (1983)
- Than Károly-emlékérem (1995)
- Széchenyi-díj (1997) – A gyógyszer-analitika területén elért eredményeiért, különösen a szteroidok ipari analízisének fejlesztéséért, s a nagy hatékonyságú folyadék-kromatográfia megújításáért és a gyógyszerek szennyezésprofiljának meghatározására használható módszer kidolgozásáért.
- Gábor Dénes-díj (2002)
- Pharmaceutical and Biomedical Analysis (PBA) Award (2004)
- A Magyar Köztársasági Érdemrend középkeresztje (2007)
- a Szegedi Tudományegyetem díszdoktora (2007)

## Főbb publikációi
- Analysis of Steroid Hormone Drugs (Szász Györggyel, 1978)
- Quantitative Analysis of Steroids (1983)
- Advances in Steroid Analysis (sorozat, 1982, 1985, 1988, 1991 és 1994)
- Steroid Analysis in the Pharmaceutical Industry (1989)
- Spektrofotometriás gyógyszeranalízis. Az ultraibolya-látható spektrofotometria gyógyszer-analitikai alkalmazásai; közrem. Géherné Glücklich Judit, Kovácsné Hadady Katalin, Milch György; Akadémiai, Budapest, 1993 (angolul 1995)
- Ultraviolet-Visible Spectrophotometry in Pharmaceutical Analysis (1995)
- A gyógyszer-analitika szépségei; MTA, Budapest, 1999 (Székfoglalók a Magyar Tudományos Akadémián)
- Identification and Determination of Impurities in Drugs (2000)
- Kémiai tudományok az ezredfordulón (2000)
- Tudománypolitika Magyarországon II. (társszerző, 2001)
- Repkényszaggatás, Önéletrajz, családtörténet, korrajz a 20. századból; Akadémiai, Budapest, 2011